# Micrastur plumbeus
Il falco di foresta plumbeo (Micrastur plumbeus W.L.Sclater, 1918) è un uccello rapace della famiglia dei Falconidi.

## Descrizione
È un rapace di taglia medio-piccola, lungo 31–36 cm e con un peso di 172–213 g.

## Distribuzione e habitat
L'areale di questa specie è ristretto al versante pacifico della Colombia sud-occidentale (dipartimenti di Chocó, Valle del Cauca, Cauca e Nariño) e dell'Ecuador nord-occidentale (province di Esmeraldas e Pichincha).

## Conservazione
La Lista rossa IUCN classifica Micrastur plumbeus come specie vulnerabile (Vulnerable).